# Henri Tresca
Henri Édouard Tresca (Dunkerque, 12 d'octubre 1814 – París, 21 de juny 1885) va ser un enginyer mecànic francès i professor del Conservatoire national des arts et métiers de París.
El seu cognom apareix inscrit a la Torre Eiffel
Fou l'autor del criteri de Tresca (o criteri de la resistència dels materials a la força de cisallament). El criteri especifica que un material es deformarà plàsticament si {\displaystyle \sigma _{tresca}=\sigma _{1}-\sigma _{2}>\sigma _{max}}
Tresca també és l'autor del patró metre en aliatge de platí i iridi realitzat l'any 1875.
Tresca va ser elegit membre de l'Académie des sciences el 1872 i membre honorari de l'American Society of Mechanical Engineers el 1882.